# Milówka
Milówka is een dorp in het Poolse woiwodschap Silezië, in het district Żywiecki. De plaats maakt deel uit van de gemeente Milówka en telt 4300 inwoners.

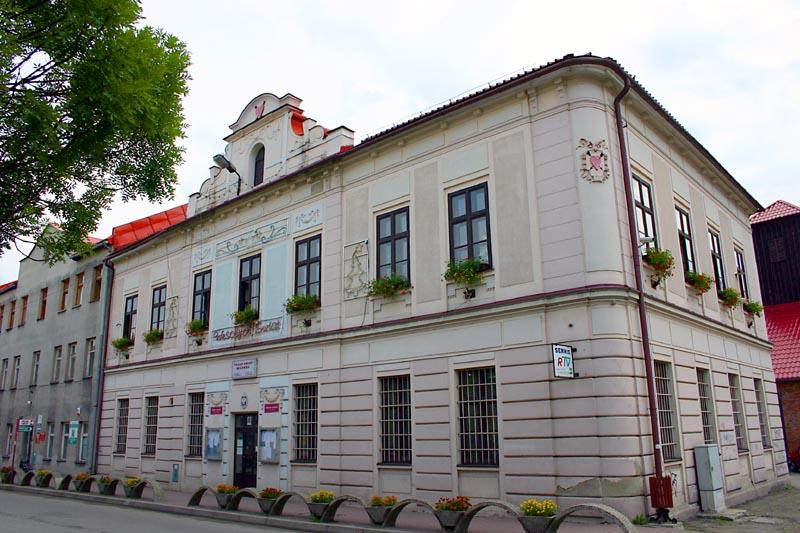
Gemeentehuis
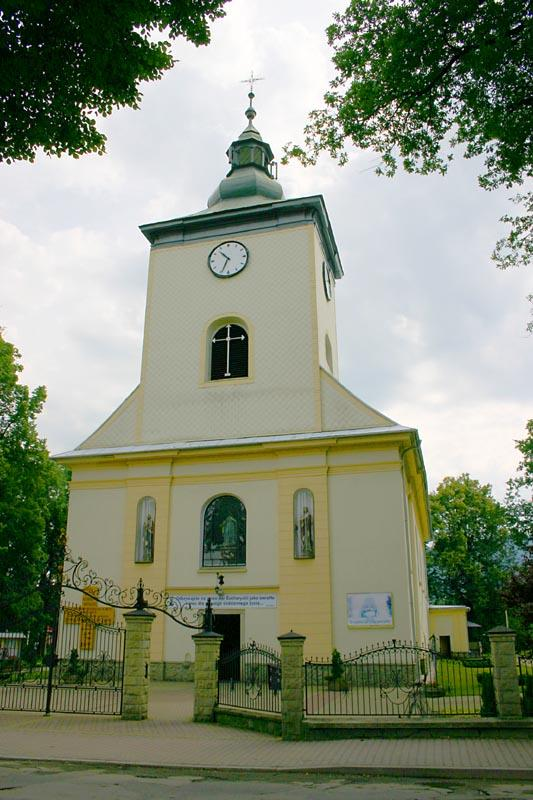
Kerk in Milówka